# Ethan Finlay
Ethan Finlay (Duluth, 6 augustus 1990) is een Amerikaans voetballer die bij voorkeur als middenvelder speelt. Hij staat onder contract bij Austin FC.

## Clubcarrière
Finlay werd als tiende gekozen door Columbus Crew in de MLS SuperDraft 2012. Op 10 maart 2012 maakte hij tegen Colorado Rapids zijn debuut voor Columbus. Hij verving in de twaalfde minuut van de wedstrijd de geblesseerde Dilly Duka. Zijn echte doorbraak had hij in 2014 toen hij voor Columbus in negenentwintig competitiewedstrijden elf doelpunten maakte en zeven assists gaf.
Op 9 augustus 2017 werd Finlay verkocht aan Minnesota United. In 2019 was de vleugelspeler een vaste waarde toen Minnesota zich dankzij een vierde plaats voor het eerst in de historie plaatste voor de MLS Cup Playoffs. Hierin werd het in de eerste rond al uitgeschakeld door LA Galaxy. Een jaar later haalde de ploeg de Conference Finals, maar verloor deze en liep hierdoor een plek in de finale van de MLS Cup mis.
Op 20 december 2021 tekende Finlay als transfervrije speler een tweejarig contract bij Austin FC.